# Área salvaje San Juan
El área salvaje San Juan (del inglés: San Juan Wilderness) es una pequeña área salvaje o virgen  de 1,43 km² situada en el archipiélago de las islas San Juan, en el noroeste del estado de Washington, Estados Unidos.
Se estima que 200 especies de aves visitan las islas cada año. Las focas de puerto y las ballenas son comunes en el agua y el ganso de collar negro históricamente ha utilizado los lechos de algas para la alimentación invernal. El área salvaje San Juan es gestionada por el Servicio de Pesca y Vida Silvestre de los Estados Unidos.

## Recreación
La diversión en el área salvaje San Juan se limita a observar la vida silvestre desde lejos. Los navegantes deberán permanecer a unos 200 metros del lugar al observar la vida silvestre. La entrada pública a la tierra designada no está permitida, con la excepción de la Isla Matia, al que se accede por una caleta. La Isla Matia cuenta con unas 5 ha y se puede practicar el camping y un sendero de un 1.6 km va camino a través de la selva.